# Święte (powiat świecki)
Święte – wieś w Polsce położona w województwie kujawsko-pomorskim, w powiecie świeckim, w gminie Świecie.
W latach 1975–1998 miejscowość należała administracyjnie do województwa bydgoskiego. Według Narodowego Spisu Powszechnego (III 2011 r.) liczyła 78 mieszkańców. Jest dwudziestą co do wielkości miejscowością gminy Świecie.